# Afro-zouk
Le zouk est un courant musical antillais initié à la fin des années 1970 par le groupe Kassav', sous l’impulsion de Pierre-Édouard Décimus et Jacob Desvarieux. Il est aussitôt adopté en Guyane, dans l’Océan Indien[Où ?] et en Afrique[Où ?] où il est fusionné aux styles nationaux pour donner l’afro-zouk. On le retrouve en Afrique centrale, au Cap-Vert et à La Réunion[réf. nécessaire].

## Artistes
- Awa Maïga
- Oliver N'Goma
- Jeanne Bicaba
- Mathey
- Manu Lima

## Sources
- L'Afro-zouk